# Palmarès del Manchester City Football Club
Il Manchester City Football Club, più comunemente noto come Manchester City, è una società calcistica inglese con sede nella città di Manchester, militante in Premier League, la massima divisione del campionato inglese.
Il City visse un ottimo periodo sotto la gestione di Joe Mercer e Malcolm Allison, tra gli anni sessanta e gli anni settanta, vincendo alcuni importanti trofei nazionali ed internazionali. Dopo questo periodo, entrò in un periodo di crisi e di declino in particolare negli anni '90, fino ad arrivare a una doppia retrocessione dalla prima alla terza serie tra il 1995-1996 ed il 1997-1998. Ottennero poi nuovamente la promozione in Premier League nel 2001-2002. Agli inizi degli anni 2010, grazie agli investimenti della nuova proprietà emiratina, la squadra è tornata al successo in ambito nazionale, vincendo la FA Cup (2010-11) e la Premier League (2011-12) fermando il dominio delle Big Four (Arsenal, Chelsea, Liverpool e Manchester Utd) che andava avanti dal 1996. 
Da allora, gli Sky Blues hanno goduto di più di un decennio di successi sia in ambito nazionale che internazionale: In totale il Manchester City ha vinto 10 campionati nazionali (di cui 4 consecutivi, dal 2020 al 2024), 7 FA Cup, 8 Football League Cup, 7 Community Shield, una Coppa delle Coppe, una UEFA Champions League ed una Supercoppa UEFA. Inoltre è finora l’unico club in grado di aggiudicarsi tutti i trofei della Football Association in una sola stagione (2018-2019) ed in un anno solare (2019). Nella stagione 2022-2023 ha centrato il treble, diventando la seconda squadra in Inghilterra (dopo i rivali del Manchester Utd), e l'ottava in Europa a raggiungere il risultato.

## Competizioni nazionali
- Campionato inglese: 10

1936-1937, 1967-1968, 2011-2012, 2013-2014, 2017-2018, 2018-2019, 2020-2021, 2021-2022, 2022-2023, 2023-2024
- Coppa d'Inghilterra: 7

1903-1904, 1933-1934, 1955-1956, 1968-1969, 2010-2011, 2018-2019, 2022-2023
- Coppa di Lega inglese: 8

1969-1970, 1975-1976, 2013-2014, 2015-2016, 2017-2018, 2018-2019, 2019-2020, 2020-2021
- Charity/Community Shield: 7

1937, 1968, 1972, 2012, 2018, 2019, 2024
- Campionato inglese di seconda divisione: 7

1898-1899, 1902-1903, 1909-1910, 1927-1928, 1946-1947, 1965-1966, 2001-2002

## Competizioni internazionali
- Coppa delle Coppe: 1

1969-1970
- UEFA Champions League: 1

2022-2023
- Supercoppa UEFA: 1

2023
- Coppa del mondo per club FIFA: 1

2023

## Competizioni giovanili
- FA Youth Cup: 4

1985-1986, 2007-2008, 2019-2020, 2023-2024
- Torneo Internazionale Maggioni-Righi: 1

2002
- Torneo Internazionale Città di Bardolino (Bardolino Champions Cup): 1

2024

## Altri piazzamenti
- Campionato inglese:

Secondo posto: 1903-1904, 1920-1921, 1976-1977, 2012-2013, 2014-2015, 2019-2020
Terzo posto: 1904-1905, 1907-1908, 1929-1930, 2010-2011, 2016-2017, 2024-2025
- Coppa d'Inghilterra:

Finalista: 1925-1926, 1932-1933, 1954-1955, 1980-1981, 2012-2013, 2023-2024, 2024-2025
Semifinalista: 1923-1924, 1931-1932, 2016-2017, 2019-2020, 2020-2021, 2021-2022
- Coppa di Lega inglese:

Finalista: 1973-1974
Semifinalista: 1963-1964, 1980-1981, 2009-2010, 2011-2012
- Community Shield:

Finalista: 1930, 1956, 1969, 1973, 2011, 2014, 2021, 2022, 2023
- Campionato inglese di seconda divisione:

Secondo posto: 1895-1896, 1950-1951, 1988-1989, 1999-2000
Terzo posto: 1897-1898, 1926-1927, 1984-1985
- Second Division:

Terzo posto: 1998-1999
- Full Members Cup:

Finalista: 1985-1986
- UEFA Fair Play ranking: 2

2002-2003, 2007-2008
- Coppa di Lega Italo-Inglese:

Finalista: 1970
- Coppa delle Coppe:

Semifinalista: 1970-1971
- UEFA Champions League:

Finalista: 2020-2021
Semifinalista: 2015-2016, 2021-2022
- UEFA Youth League:

Semifinalista: 2017-2018